# Fragile Tension / Hole to Feed
 «Fragile Tension»/«Hole to Feed»  — подвійний сингл групи Depeche Mode і третій з альбому  Sounds of the Universe . Світ 7 грудня 2009 року. «Hole to Feed» була написана Дейвом Гааном, Крістіаном Айгнером і Ендрю Філлпоттом, a «Fragile Tension» — Мартіном Гором . Це другий сингл з піснею за авторством Гаана після «Suffer Well» і третій подвійний сингл в дискографії групи. Це також перший сингл Depeche Mode, який не випускають на 7-дюймовому вінілі.